# Saint-Vincent-des-Bois
Saint-Vincent-des-Bois är en kommun i departementet Eure i regionen Normandie i norra Frankrike. Kommunen ligger i kantonen Vernon-Sud som tillhör arrondissementet Évreux. År 2022 hade Saint-Vincent-des-Bois 338 invånare.

## Befolkningsutveckling
Antalet invånare i kommunen Saint-Vincent-des-Bois
Referens:INSEE